# Woolworths
Woolworths is een voormalige warenhuisketen in Groot-Brittannië. De onderneming ging eind december 2008 failliet.

## Geschiedenis
Woolworths werd in 1909 in Liverpool opgericht als Engelse tak van de Amerikaanse Woolworth Company door Frank Woolworth. In 1982 werd het Engelse Woolworths overgenomen door Paternoster Stores, een voorloper van het Kingfisher-concern. Vanaf 2001 waren de aandelen Woolworths beursgenoteerd.
Woolworths geldt als icoon in de Britse winkelstraten, vergelijkbaar met de HEMA in Nederland. Het assortiment werd door de Volkskrant omschreven als een mengeling van "Wibra, Blokker, Jamin en HEMA".
De detailhandelsketen ging eind november 2008 failliet en 807 vestigingen sloten hun deuren. Ongeveer 30.000 werknemers verloren daarbij hun baan.